# Torsktjärnen (Svärdsjö socken, Dalarna)
Torsktjärnen är en sjö i Falu kommun i Dalarna och ingår i Dalälvens huvudavrinningsområde. Sjön är 4,5 meter djup, har en yta på 0,125 kvadratkilometer och befinner sig 225,2 meter över havet.

## Delavrinningsområde
Torsktjärnen ingår i det delavrinningsområde (673327-151328) som SMHI kallar för Mynnar i Långsälnan. Medelhöjden är 232 meter över havet och ytan är 15,93 kvadratkilometer. Det finns inga avrinningsområden uppströms utan avrinningsområdet är högsta punkten. Vattendraget som avvattnar avrinningsområdet har biflödesordning 4, vilket innebär att vattnet flödar genom totalt 4 vattendrag innan det når havet efter 250 kilometer. Avrinningsområdet består mestadels av skog (75 procent). Avrinningsområdet har 1,54 kvadratkilometer vattenytor vilket ger det en sjöprocent på 9,7 procent.